# Sanduleak -69° 202a
Sanduleak -69° 202a 是一個視星等 12 等的藍超巨星，位於大麥哲倫雲外圍的 NGC 2070。該恆星是由羅馬尼亞裔美國天文學家尼可拉斯·桑度列克發現。它被发現時，該恆星被列為藍超巨星，且是會發生II型超新星的高光度藍變星。高光度藍變星會隨時猛烈噴出大量物質而損失質量。約16萬8千年前 Sanduleak -69° 202a 爆炸，形成 SN 1987A，這是望遠鏡發明後首顆可用肉眼觀測的超新星。於1987年2月23日被觀測到。另外有四顆高光度藍變星（包含海山二）可能在最近數百萬年內形成超新星。